# 日本のアニメ映画作品一覧 (か行)
- 映画 > 映画の一覧 > 日本の映画作品一覧 > 日本のアニメ映画作品一覧 > 日本のアニメ映画作品一覧 (か行)
- アニメ > アニメーション映画 > 日本のアニメ映画作品一覧 > 日本のアニメ映画作品一覧 (か行)
- アニメ > アニメ作品一覧 > 日本のアニメ映画作品一覧 > 日本のアニメ映画作品一覧 (か行)

日本のアニメ映画作品一覧 (か行)では、日本で制作されたアニメ映画の作品名における五十音順“か行”の一覧を記載。
記載の凡例については日本のアニメ映画作品一覧#凡例を参照
| あ行 | か行 | さ行 | た行 | な行 | は行 | ま行 | や行 | ら行 | わ行 |
| ---- | ---- | ---- | ---- | ---- | ---- | ---- | ---- | ---- | ---- |
| あ   | か   | さ   | た   | な   | は   | ま   | や   | ら   | わ   |
| い   | き   | し   | ち   | に   | ひ   | み   |      | り   | ゐ   |
| う   | く   | す   | つ   | ぬ   | ふ   | む   | ゆ   | る   |      |
| え   | け   | せ   | て   | ね   | へ   | め   |      | れ   | ゑ   |
| お   | こ   | そ   | と   | の   | ほ   | も   | よ   | ろ   | を   |

| その他 目次 | アニメ+実写・未公開/合作 |

| 1910年代-1950年代 | 1910年代・1920年代・1930年代・1940年代・1950年代           |
| 1960年代          | 1960・1961・1962・1963・1964・1965・1966・1967・1968・1969 |
| 1970年代          | 1970・1971・1972・1973・1974・1975・1976・1977・1978・1979 |
| 1980年代          | 1980・1981・1982・1983・1984・1985・1986・1987・1988・1989 |
| 1990年代          | 1990・1991・1992・1993・1994・1995・1996・1997・1998・1999 |
| 2000年代          | 2000・2001・2002・2003・2004・2005・2006・2007・2008・2009 |
| 2010年代          | 2010・2011・2012・2013・2014・2015・2016・2017・2018・2019 |
| 2020年代          | 2020・2021・2022・2023・2024・2025・2026・2027・2028・2029 |

| 目次 | • 脚注• 注釈• 出典• 参考リンク |

## か
| 作品名                                                                           | 公開年月日                 | 上映時間 | 監督                               | 制作                                  |
| -------------------------------------------------------------------------------- | -------------------------- | -------- | ---------------------------------- | ------------------------------------- |
| 劇場版 カードキャプターさくら                                                    | 1999年（平成11年）8月21日  | 83分     | 浅香守生                           | マッドハウス                          |
| 劇場版 カードキャプターさくら 封印されたカード                                   | 2000年（平成12年）7月15日  | 82分     | 浅香守生                           | マッドハウス                          |
| 劇場版 カードファイト!! ヴァンガード ネオンメサイア                              | 2014年（平成26年）9月13日  | 70分     | 板垣伸                             | ライデンフィルム                      |
| ガールズ&パンツァー これが本当のアンツィオ戦です!                                | 2014年（平成26年）7月5日   | 38分     | 水島努                             | アクタス                              |
| ガールズ&パンツァー 劇場版                                                       | 2015年（平成27年）11月21日 | 119分    | 水島努                             | アクタス                              |
| ガールズ&パンツァー 最終章 第1話                                                 | 2017年（平成29年）12月9日  | 47分     | 水島努                             | アクタス                              |
| ガールズ&パンツァー 第63回戦車道全国高校生大会 総集編                            | 2018年（平成30年）9月29日  | 122分    | 水島努                             | アクタス                              |
| 劇場版 かいけつゾロリ                                                            | 1993年（平成5年）7月17日   | 30分     | 竹内啓雄                           | 東京ムービー                          |
| 映画 かいけつゾロリ だ・だ・だ・だいぼうけん                                     | 2012年（平成24年）12月22日 | 82分     | 岩崎知子                           | サンライズ、亜細亜堂                  |
| 映画 かいけつゾロリ まもるぜ!きょうりゅうのたまご                                | 2013年（平成25年）12月14日 | 77分     | 岩崎知子                           | サンライズ、亜細亜堂                  |
| 映画 かいけつゾロリ うちゅうの勇者たち                                           | 2015年（平成27年）9月12日  | 49分     | 岩崎知子                           | BN Pictures、亜細亜堂                 |
| 映画 かいけつゾロリ ZZのひみつ                                                   | 2017年（平成29年）11月25日 | 70分     | 藤森雅也                           | BN Pictures、亜細亜堂                 |
| 怪傑ナガネギマンとやきそばパンマン                                               | 2001年（平成13年）7月14日  | 20分     | 大賀俊二                           | 東京ムービー                          |
| 怪傑ナガネギマンとドレミ姫                                                       | 2003年（平成15年）7月12日  | 20分     | 篠原俊哉                           | 東京ムービー                          |
| 怪獣娘（黒） 〜ウルトラ怪獣擬人化計画〜                                          | 2018年（平成30年）11月23日 | 58分     | 山本靖貴                           | ゆめ太カンパニー                      |
| 海底3万マイル                                                                    | 1970年（昭和45年）7月19日  | 60分     | 田宮武（演出）                     | 東映動画                              |
| 怪盗ジゴマ 音楽篇                                                                | 1987年（昭和62年）         | 23分     | 和田誠（演出）                     | アニメーション・スタッフルーム        |
| 怪物くん                                                                         | 1969年（昭和44年）3月18日  | 25分     | 大隅正秋（演出）、秦泉寺博（演出） | 東京ムービー、スタジオゼロ            |
| 怪物くん 怪物ランドへの招待                                                      | 1981年（昭和56年）3月14日  | 75分     | 福富博                             | シンエイ動画                          |
| 怪物くん デーモンの剣                                                            | 1982年（昭和57年）3月13日  | 52分     | 福富博                             | シンエイ動画                          |
| COWBOY BEBOP 天国の扉                                                            | 2001年（平成13年）9月1日   | 115分    | 渡辺信一郎                         | ボンズ                                |
| 帰ってきたドラえもん                                                             | 1998年（平成10年）3月7日   | 27分     | 渡辺歩                             | シンエイ動画                          |
| 蛙三勇士                                                                         | 1933年（昭和8年）4月1日    | 7分      | 大藤信郎                           | 千代紙映画社                          |
| 蛙の夢                                                                           | 1918年（大正7年）2月18日   | （不明） | 北山清太郎                         | 日活向島撮影所                        |
| CHAOS;CHILD SILENT SKY                                                           | 2017年（平成29年）6月17日  | 50分     | 神保昌登                           | SILVER LINK.                          |
| 科学忍者隊ガッチャマン                                                           | 1973年（昭和48年）7月28日  | 25分     | 鳥海永行（演出）                   | 竜の子プロ                            |
| 科学忍者隊ガッチャマン 電子怪獣レンジラー                                        | 1973年（昭和48年）12月20日 | 25分     | 鳥海永行（演出）                   | 竜の子プロ                            |
| 科学忍者隊ガッチャマン                                                           | 1978年（昭和53年）7月15日  | 110分    | 鳥海永行                           | 竜の子プロダクション                  |
| かぐや姫の物語                                                                   | 2013年（平成25年）11月23日 | 137分    | 高畑勲                             | スタジオジブリ                        |
| 崖の上のポニョ                                                                   | 2008年（平成20年）7月19日  | 101分    | 宮崎駿                             | スタジオジブリ                        |
| MX4D カゲロウデイズ -in a day's-                                                 | 2016年（平成28年）11月4日  | 20分     | しづ                               | JUMONJI                               |
| かしの木モック                                                                   | 1972年（昭和47年）3月12日  | 24分     | 久里一平（演出）                   | タツノコプロ                          |
| かしの木モック ぼくはなかない                                                    | 1972年（昭和47年）7月22日  | 25分     | 久里一平（演出）                   | タツノコプロ                          |
| 風立ちぬ                                                                         | 2013年（平成25年）7月20日  | 126分    | 宮崎駿                             | スタジオジブリ                        |
| 風の大陸                                                                         | 1992年（平成4年）7月18日   | 54分     | 真下耕一                           | IGタツノコ                            |
| 風の谷のナウシカ                                                                 | 1984年（昭和59年）3月11日  | 116分    | 宮崎駿                             | トップクラフト                        |
| 風の名はアムネジア                                                               | 1990年（平成2年）12月22日  | 80分     | やまざきかずお                     | マッドハウス                          |
| 風の又三郎                                                                       | 2016年（平成28年）3月19日  | 22分     | 山田裕城                           | 武右ェ門                              |
| 風のように                                                                       | 2016年（平成28年）7月9日   | 40分     | 本多敏行                           | エクラアニマル                        |
| カチカチ山                                                                       | 1917年（大正6年）10月18日  | （不明） | 北山清太郎                         | 日活向島撮影所                        |
| カチカチ山（海・山篇）                                                           | 1934年（昭和9年）8月8日    | （不明） | 大石郁雄、市野正二                 | P・C・L漫画部                         |
| カチカチ山                                                                       | 1940年（昭和15年）1月5日   | 10分     |                                    | 日本動画研究所                        |
| カチカチ山の消防隊                                                               | 1948年（昭和23年）2月      | （不明） | 鳥羽和一                           | 近代テレビ映画社                      |
| カッくんカフェ                                                                   | 1984年（昭和59年）9月22日  | 86分     | 小林治                             | 亜細亜堂                              |
| カッタ君物語                                                                     | 1995年（平成7年）7月21日   | 75分     | 吉田憲二                           | アウベック                            |
| かっちけねぇ!                                                                    | 2016年（平成28年）3月19日  | 24分     | 吉村文宏                           | 手塚プロダクション                    |
| 河童のクゥと夏休み                                                               | 2007年（平成19年）7月28日  | 138分    | 原恵一                             | シンエイ動画                          |
| カッパの三平                                                                     | 1993年（平成5年）3月13日   | 90分     | 平田敏夫                           | タカハシスタジオ                      |
| かっぱのすりばち                                                                 | 2012年（平成24年）3月17日  | 20分     | 本多敏行                           | エクラアニマル                        |
| 哀しみのベラドンナ                                                               | 1973年（昭和48年）6月30日  | 89分     | 山本暎一                           | 虫プロダクション                      |
| カフカ 田舎医者                                                                  | 2007年（平成19年）11月17日 | 21分     | 山村浩二                           | ヤマムラアニメーション                |
| 映画 紙兎ロペ つか、夏休みラスイチってマジっすか!?                               | 2012年（平成24年）5月12日  | 85分     | 内山勇士、青池良輔                 | KITERETSU                             |
| 映画 かみさまみならい ヒミツのここたま 奇跡をおこせ♪テップルとドキドキここたま界 | 2017年（平成29年）4月28日  | 80分     | 新田典生                           | OLM                                   |
| 紙芝居 金太郎の巻                                                                | 1934年（昭和9年）          | （不明） | 村田安司                           | 横浜シネマ商会                        |
| カムイの剣                                                                       | 1985年（昭和60年）3月9日   | 132分    | りんたろう                         | マッドハウス                          |
| からくりの君                                                                     | 1999年（平成11年）7月27日  | 45分     | 高谷浩利                           | 東京ムービー                          |
| ガラスのうさぎ                                                                   | 2005年（平成17年）5月14日  | 84分     | 四分一節子                         | マジックバス                          |
| ガラスの花と壊す世界                                                             | 2016年（平成28年）1月9日   | 67分     | 石浜真史                           | A-1 Pictures                          |
| 劇場版 空の境界 第一章 俯瞰風景                                                  | 2007年（平成19年）12月1日  | 48分     | あおきえい                         | ufotable                              |
| 劇場版 空の境界 第二章 殺人考察（前）                                            | 2007年（平成19年）12月29日 | 58分     | 野中卓也                           | ufotable                              |
| 劇場版 空の境界 第三章 痛覚残留                                                  | 2008年（平成20年）2月9日   | 56分     | 小船井充                           | ufotable                              |
| 劇場版 空の境界 第四章 伽藍の洞                                                  | 2008年（平成20年）5月24日  | 50分     | 滝口禎一                           | ufotable                              |
| 劇場版 空の境界 第五章 矛盾螺旋                                                  | 2008年（平成20年）8月16日  | 115分    | 平尾隆之                           | ufotable                              |
| 劇場版 空の境界 第六章 忘却録音                                                  | 2008年（平成20年）12月20日 | 60分     | 三浦貴博                           | ufotable                              |
| 劇場版 空の境界 第七章 殺人考察（後）                                            | 2009年（平成21年）8月8日   | 119分    | 瀧沢進介                           | ufotable                              |
| 劇場版 空の境界 終章/空の境界                                                    | 2010年（平成22年）12月18日 | 33分     | 近藤光                             | ufotable                              |
| 劇場版 空の境界 未来福音                                                         | 2013年（平成25年）9月28日  | 122分    | 須藤友徳                           | ufotable                              |
| 劇場版 空の境界 未来福音 extra chorus                                            | 2013年（平成25年）9月28日  | 50分     | あおきえい                         | ufotable                              |
| Colorful                                                                         | 2010年（平成22年）8月21日  | 127分    | 原恵一                             | アセンション                          |
| カラフル忍者いろまき                                                             | 2016年（平成28年）3月19日  | 24分     | 小林賢太郎                         | シグナル・エムディ                    |
| 借りぐらしのアリエッティ                                                         | 2010年（平成22年）7月17日  | 94分     | 米林宏昌                           | スタジオジブリ                        |
| ガリバーの宇宙旅行                                                               | 1965年（昭和40年）3月20日  | 80分     | 黒田昌郎（演出）                   | 東映動画                              |
| GALLFORCE ETERNAL STORY                                                          | 1986年（昭和61年）7月26日  | 86分     | 秋山勝仁                           | アートミック、AIC、アニメイトフィルム |
| 劇場版 GARO DIVINE FLAME                                                         | 2016年（平成28年）5月21日  | 73分     | 林祐一郎                           | MAPPA                                 |
| 劇場版 艦これ                                                                    | 2016年（平成28年）11月26日 | 91分     | 草川啓造                           | ディオメディア                        |
| 元祖天才バカボン                                                                 | 1976年（昭和51年）3月13日  | 13分     | 高屋敷英夫（演出）                 | 東京ムービー                          |
| ガンダム Gのレコンギスタ                                                         | 2014年（平成26年）8月23日  | 68分     | 富野由悠季（総監督）               | サンライズ                            |
| GANTZ:O                                                                          | 2016年（平成28年）10月14日 | 96分     | さとうけいいち（総監督）           | デジタル・フロンティア                |
| GUNDRESS                                                                         | 1999年（平成11年）3月20日  | 90分     | 谷田部勝義                         | スタジオジュニオ                      |
| ガンバとカワウソの冒険                                                           | 1991年（平成3年）7月20日   | 80分     | 大賀俊二                           | 東京ムービー新社                      |
| GAMBA ガンバと仲間たち                                                           | 2015年（平成27年）10月10日 | 92分     | 小川洋一（総監督）                 | 白組                                  |
| がんばれ!ジャイアン!!                                                            | 2001年（平成13年）3月10日  | 26分     | 渡辺歩                             | シンエイ動画                          |
| がんばれ!! タブチくん!!                                                          | 1979年（昭和54年）11月10日 | 95分     | 芝山努                             | 東京ムービー新社                      |
| がんばれ!! タブチくん!! 第2弾 激闘ペナントレース                                 | 1980年（昭和55年）5月3日   | 94分     | 芝山努                             | 東京ムービー新社                      |
| がんばれ!! タブチくん!! 初笑い第3弾 あゝツッパリ人生                             | 1980年（昭和55年）12月13日 | 96分     | 芝山努                             | 東京ムービー新社                      |
| ←お                                                                              | ↑目次                      | き→      | き→                                | き→                                   |

## き
| 作品名                                                               | 公開年月日                 | 上映時間 | 監督                           | 制作                             |
| -------------------------------------------------------------------- | -------------------------- | -------- | ------------------------------ | -------------------------------- |
| きかんしゃ やえもん                                                  | 2009年（平成21年）10月3日  | 30分     | 貝澤幸男                       | 東映アニメーション               |
| キキとララの青い鳥                                                   | 1989年（平成元年）7月22日  | 60分     | 波多正美                       | サンリオ                         |
| キズナ一撃                                                           | 2011年（平成23年）3月5日   | 25分     | 本郷みつる                     | アセンション                     |
| 傷物語 I 鉄血編                                                      | 2016年（平成28年）1月8日   | 104分    | 新房昭之（総監督）             | シャフト                         |
| 傷物語 II 熱血編                                                     | 2016年（平成28年）8月19日  | 69分     | 新房昭之（総監督）             | シャフト                         |
| 傷物語 III 冷血編                                                    | 2017年（平成29年）1月6日   | 83分     | 新房昭之（総監督）             | シャフト                         |
| キックの鬼                                                           | 1971年（昭和46年）3月20日  | 25分     | 古沢日出夫（演出）             | 東映動画                         |
| KIDDY GRADE I -IGNITION- 覚醒篇                                      | 2007年（平成19年）4月7日   | 90分     | 後藤圭二                       | GONZO                            |
| KIDDY GRADE II -MAELSTROM- 氾濫篇                                    | 2007年（平成19年）6月23日  | 80分     | 後藤圭二                       | GONZO                            |
| KIDDY GRADE III -TRUTH DAWN- 黎明篇                                  | 2007年（平成19年）9月1日   | 90分     | 後藤圭二                       | GONZO                            |
| 機動警察パトレイバー the Movie                                       | 1989年（平成元年）7月15日  | 98分     | 押井守                         | スタジオディーン                 |
| 機動警察パトレイバー 2 the Movie                                     | 1993年（平成5年）8月7日    | 113分    | 押井守                         | I.G タツノコ                     |
| 機動戦艦ナデシコ -The prince of darkness-                            | 1998年（平成10年）8月8日   | 80分     | 佐藤竜雄                       | XEBEC                            |
| 機動戦士ガンダム                                                     | 1981年（昭和56年）3月14日  | 137分    | 富野喜幸（総監督）             | 日本サンライズ                   |
| 機動戦士ガンダムII 哀・戦士編                                        | 1981年（昭和56年）7月11日  | 134分    | 富野喜幸（総監督）             | 日本サンライズ                   |
| 機動戦士ガンダムIII めぐりあい宇宙編                                 | 1982年（昭和57年）3月13日  | 141分    | 富野喜幸（総監督）             | 日本サンライズ                   |
| 機動戦士ガンダム 逆襲のシャア                                        | 1988年（昭和63年）3月12日  | 120分    | 富野由悠季                     | サンライズ                       |
| 機動戦士SDガンダム                                                   | 1988年（昭和63年）3月12日  | （不明） | 関田修（演出）                 | サンライズ                       |
| 機動戦士SDガンダムの逆襲 嵐を呼ぶ学園祭                              | 1989年（平成元年）7月15日  | 12分     | アミノテツロー                 | サンライズ                       |
| 機動戦士SDガンダムの逆襲 SD戦国伝 暴終空城の章                       | 1989年（平成元年）7月15日  | 12分     | アミノテツロー                 | サンライズ                       |
| 機動戦士ガンダムF91                                                  | 1991年（平成3年）3月16日   | 115分    | 富野由悠季（総監督）           | サンライズ                       |
| 機動戦士ガンダム0083 ジオンの残光                                    | 1992年（平成4年）8月29日   | 119分    | 今西隆志                       | サンライズ                       |
| 機動戦士ガンダム 第08MS小隊 ミラーズ・リポート                       | 1998年（平成10年）8月1日   | 51分     | 加瀬充子                       | サンライズ                       |
| 機動戦士ガンダム MS IGLOO 1年戦争秘録 1話/2話                        | 2004年（平成16年）7月19日  | 56分     | 今西隆志                       | サンライズ                       |
| 機動戦士ガンダム MS IGLOO 1年戦争秘録 3話                            | 2004年（平成16年）11月3日  | 28分     | 今西隆志                       | サンライズ                       |
| 機動戦士Ζガンダム A New Translation 星を継ぐ者                       | 2005年（平成17年）5月28日  | 95分     | 富野由悠季（総監督）           | サンライズ                       |
| 機動戦士ΖガンダムII A New Translation 恋人たち                       | 2005年（平成17年）10月29日 | 98分     | 富野由悠季（総監督）           | サンライズ                       |
| 機動戦士ΖガンダムIII A New Translation 星の鼓動は愛                  | 2006年（平成18年）3月4日   | 99分     | 富野由悠季（総監督）           | サンライズ                       |
| 機動戦士ガンダムUC Episode 1 ユニコーンの日                          | 2010年（平成22年）2月20日  | 58分     | 古橋一浩                       | サンライズ                       |
| 劇場版 機動戦士ガンダム00 -A wakening of the Trailblazer-            | 2010年（平成22年）9月18日  | 120分    | 水島精二                       | サンライズ                       |
| 機動戦士ガンダムUC Episode 2 赤い彗星                                | 2010年（平成22年）10月30日 | 59分     | 古橋一浩                       | サンライズ                       |
| 機動戦士ガンダムUC Episode 3 ラプラスの亡霊                          | 2011年（平成23年）3月5日   | 59分     | 古橋一浩                       | サンライズ                       |
| 機動戦士ガンダムUC Episode 4 重力の井戸の底で                        | 2011年（平成23年）11月12日 | 60分     | 古橋一浩                       | サンライズ                       |
| 機動戦士ガンダムUC Episode 5 黒いユニコーン                          | 2012年（平成24年）5月19日  | 53分     | 古橋一浩                       | サンライズ                       |
| 機動戦士ガンダムUC Episode 6 宇宙と地球と                            | 2013年（平成25年）3月2日   | 59分     | 古橋一浩                       | サンライズ                       |
| 機動戦士ガンダムUC Episode 7 虹の彼方に                              | 2014年（平成26年）5月17日  | 90分     | 古橋一浩                       | サンライズ                       |
| 機動戦士ガンダム THE ORIGIN I 青い瞳のキャスバル                     | 2015年（平成27年）2月28日  | 63分     | 安彦良和（総監督）             | サンライズ                       |
| 機動戦士ガンダム THE ORIGIN II 哀しみのアルテイシア                  | 2015年（平成27年）10月31日 | 59分     | 安彦良和（総監督）             | サンライズ                       |
| 機動戦士ガンダム THE ORIGIN III 暁の蜂起                             | 2016年（平成28年）5月21日  | 60分     | 安彦良和（総監督）             | サンライズ                       |
| 機動戦士ガンダム サンダーボルト DECEMBER SKY                         | 2016年（平成28年）6月25日  | 80分     | 松尾衡                         | サンライズ                       |
| 機動戦士ガンダム THE ORIGIN IV 運命の前夜                            | 2016年（平成28年）11月19日 | 68分     | 安彦良和（総監督）             | サンライズ                       |
| 機動戦士ガンダム THE ORIGIN V 激突 ルウム会戦                        | 2017年（平成29年）9月2日   | 84分     | 安彦良和（総監督）             | サンライズ                       |
| 機動戦士ガンダム サンダーボルト BANDIT FLOWER                        | 2017年（平成29年）11月18日 | 80分     | 松尾衡                         | サンライズ                       |
| 機動戦士ガンダム Twilight AXIS 赤き残影                              | 2017年（平成29年）11月18日 | 26分     | 金世俊                         | サンライズ                       |
| 機動戦士ガンダム THE ORIGIN 誕生 赤い彗星                            | 2018年（平成30年）5月5日   | 85分     | 安彦良和（総監督）             | サンライズ                       |
| 機動戦士ガンダムNT                                                   | 2018年（平成30年）11月30日 | 90分     | 吉沢俊一                       | サンライズ                       |
| キノの旅 the Beautiful World 何かをするために -life goes on.-        | 2005年（平成17年）2月19日  | 30分     | 渡部高志                       | A.C.G.T                          |
| キノの旅 the Beautiful World 病気の国 -For You-                      | 2007年（平成19年）4月21日  | 28分     | 中村隆太郎                     | シャフト                         |
| ギブリーズ episode2                                                  | 2002年（平成14年）7月20日  | 25分     | 百瀬義行                       | スタジオギブリ                   |
| きまぐれオレンジ★ロード あの日にかえりたい                           | 1988年（昭和63年）10月1日  | 69分     | 望月智充                       | スタジオぴえろ                   |
| きまぐれオレンジ★ロード 吾輩は猫であったりおサカナであったり         | 1989年（平成元年）12月16日 | 25分     | 中村孝一郎                     | スタジオピエロ                   |
| きまぐれオレンジ★ロード ハリケーン!変身少女あかね                    | 1989年（平成元年）12月16日 | 25分     | 森健                           | スタジオピエロ                   |
| きまぐれオレンジ★ロード HEART ON FIRE!「春はアイドル」「スター誕生」 | 1989年（平成元年）12月16日 | 50分     | 吉永尚之                       | スタジオピエロ                   |
| きみの声をとどけたい                                                 | 2017年（平成29年）8月25日  | 94分     | 伊藤尚往                       | マッドハウス                     |
| 君の膵臓をたべたい                                                   | 2018年（平成30年）9月1日   | 108分    | 牛嶋新一郎                     | スタジオヴォルン                 |
| 君の名は。                                                           | 2016年（平成28年）8月26日  | 107分    | 新海誠                         | コミックス・ウェーブ・フィルム   |
| 虐殺器官                                                             | 2017年（平成29年）2月3日   | 115分    | 村瀬修功                       | ジェノスタジオ                   |
| キャプテン                                                           | 1981年（昭和56年）7月4日   | 95分     | 出﨑哲                         | エイケン                         |
| キャプテン翼 ヨーロッパ大決戦                                        | 1985年（昭和60年）7月13日  | 41分     | 光延博愛（チーフディレクター） | 土田プロダクション               |
| キャプテン翼 危うし! 全日本Jr.                                       | 1985年（昭和60年）12月21日 | 60分     | 光延博愛（チーフディレクター） | 土田プロダクション               |
| キャプテン翼 明日に向かって走れ!                                     | 1986年（昭和61年）3月15日  | 35分     | 中村憲由（演出）               | 土田プロダクション               |
| キャプテン翼 世界大決戦!! Jr.ワールドカップ                          | 1986年（昭和61年）7月12日  | 57分     | 岡本達也（演出）               | 土田プロダクション、東映動画     |
| キャプテン翼 最強の敵!オランダユース                                 | 1994年（平成6年）11月6日   | 48分     | 古川順康                       | J.C.STAFF                        |
| キャプテンハーロック -SPACE PIRATE CAPTAIN HARLOCK-                  | 2013年（平成25年）9月7日   | 115分    | 荒牧伸志                       | マーザ・アニメーションプラネット |
| キャプテン・フューチャー                                             | 1979年（昭和54年）3月17日  | 24分     | 勝間田具治（演出）             | 東映動画                         |
| ギャラガ                                                             | 1989年（平成元年）10月21日 | 100分    | 窪秀巳                         | アウベック                       |
| CAROL                                                                | 1990年（平成2年）3月21日   | 60分     | 出﨑哲                         | マジックバス                     |
| キャンディ♥キャンディ                                                | 1977年（昭和52年）7月17日  | 20分     | 遠藤勇二（演出）               | 東映動画                         |
| キャンディ♥キャンディ 春の呼び声                                     | 1978年（昭和53年）3月18日  | 25分     | 笠井由勝（演出）               | 東映動画                         |
| キャンディ♥キャンディ キャンディキャンディの夏休み                   | 1978年（昭和53年）7月22日  | 15分     | 笠井由勝（演出）               | 東映動画                         |
| キャンディ♥キャンディ                                                | 1992年（平成4年）4月25日   | 26分     | 今川哲男                       | 東映動画                         |
| キュアミラクルとモフルンの魔法レッスン!                              | 2016年（平成28年）10月29日 | 5分      | 真庭秀明                       | 東映アニメーション               |
| キューティーハニー                                                   | 1974年（昭和49年）3月16日  | 23分     | 設楽博（演出）                 | 東映動画                         |
| キューティーハニーF                                                  | 1997年（平成9年）7月12日   | 38分     | 佐々木憲世                     | 東映動画                         |
| 九尾の狐と飛丸                                                       | 1968年（昭和43年）10月19日 | 80分     | 八木晋一（演出）               | 日本動画                         |
| 劇場版 境界の彼方 -I'LL BE HERE- 過去篇                              | 2015年（平成27年）3月14日  | 87分     | 石立太一                       | 京都アニメーション               |
| 劇場版 境界の彼方 -I'LL BE HERE- 未来篇                              | 2015年（平成27年）4月25日  | 89分     | 石立太一                       | 京都アニメーション               |
| 強殖装甲ガイバー                                                     | 1986年（昭和61年）12月13日 | 53分     | 渡辺浩                         | スタジオライブ                   |
| 恐怖のバイオ人間 最終教師                                            | 1988年（昭和63年）2月6日   | 60分     | 芦田豊雄                       | アニメイトフィルム、J.C.STAFF    |
| 巨人の星                                                             | 1969年（昭和44年）7月26日  | 88分     | 長浜忠夫（演出）               | 東京ムービー                     |
| 巨人の星 行け行け飛雄馬                                              | 1969年（昭和44年）12月20日 | 70分     | 長浜忠夫（演出）               | 東京ムービー                     |
| 巨人の星 大リーグボール                                              | 1970年（昭和45年）3月21日  | 70分     | 長浜忠夫（演出）               | 東京ムービー                     |
| 巨人の星 宿命の対決                                                  | 1970年（昭和45年）8月1日   | 61分     | 長浜忠夫（演出）               | 東京ムービー                     |
| 巨人の星                                                             | 1982年（昭和57年）8月21日  | 110分    | 長浜忠夫、出﨑哲               | 東京ムービー新社                 |
| 映画 キラキラ☆プリキュアアラモード パリッと!想い出のミルフィーユ!    | 2017年（平成29年）10月28日 | 65分     | 土田豊                         | 東映アニメーション               |
| 銀色の髪のアギト                                                     | 2006年（平成18年）1月7日   | 95分     | 杉山慶一                       | GONZO                            |
| きんいろモザイク Pretty Days                                         | 2016年（平成28年）11月12日 | 50分     | 天衝                           | Studio五組                       |
| 銀河英雄伝説 わが征くは星の大海                                      | 1988年（昭和63年）2月6日   | 60分     | 石黒昇                         | マッドハウス、アートランド       |
| 銀河英雄伝説 初陣                                                    | 1991年（平成3年）8月31日   | 30分     | 石黒昇                         | キティ・フィルム                 |
| 銀河英雄伝説外伝 黄金の翼                                            | 1992年（平成4年）12月12日  | 90分     | 清水恵蔵                       | キティ・フィルム                 |
| 銀河英雄伝説 新たなる戦いの序曲                                      | 1993年（平成5年）12月18日  | 90分     | 清水恵蔵                       | キティ・フィルム                 |
| 銀河鉄道999                                                          | 1979年（昭和54年）8月4日   | 129分    | りんたろう                     | 東映動画                         |
| 銀河鉄道999 ガラスのクレア                                           | 1980年（昭和55年）3月15日  | 17分     | 西沢信孝（チーフディレクター） | 東映動画                         |
| 銀河鉄道999 エターナル・ファンタジー                                 | 1998年（平成10年）3月7日   | 54分     | 宇田鋼之介                     | 東映動画                         |
| 銀河鉄道の夜                                                         | 1985年（昭和60年）7月13日  | 107分    | 杉井ギサブロー                 | グループ・タック                 |
| 銀河鉄道物語 〜忘れられた時の惑星〜                                  | 2007年（平成19年）3月24日  | 90分     | 大庭秀昭                       | プラネット                       |
| 銀河漂流バイファム 消えた12人                                        | 1986年（昭和61年）8月2日   | 57分     | 神田武幸                       | 日本サンライズ                   |
| きんぎょ注意報!                                                      | 1992年（平成4年）4月25日   | 22分     | 佐藤順一                       | 東映動画                         |
| KING OF PRISM by PrettyRhythm                                        | 2016年（平成28年）1月9日   | 58分     | 菱田正和                       | タツノコプロ                     |
| KING OF PRISM -PRIDE the HERO-                                       | 2017年（平成29年）6月10日  | 69分     | 菱田正和                       | タツノコプロ                     |
| 金田一少年の事件簿                                                   | 1996年（平成8年）12月14日  | 95分     | 西尾大介                       | 東映動画                         |
| 金田一少年の事件簿2 殺戮のディープブルー                             | 1999年（平成11年）8月21日  | 90分     | 西尾大介                       | 東映アニメーション               |
| 劇場版 銀魂 新訳紅桜篇                                               | 2010年（平成22年）4月24日  | 96分     | 高松信司                       | サンライズ                       |
| 劇場版 銀魂 完結篇 万事屋よ永遠なれ                                  | 2013年（平成25年）7月6日   | 110分    | 籐田陽一                       | サンライズ                       |
| 金太郎                                                               | 1918年（大正7年）3月16日   | （不明） | 北山清太郎                     | 日活向島撮影所                   |
| 金太郎                                                               | 1942年（昭和17年）11月12日 | 9分      | 桑田良太郎                     | 日本映画科学研究所               |
| キン肉マン                                                           | 1984年（昭和59年）7月14日  | 48分     | 白土武                         | 東映動画                         |
| キン肉マン 大暴れ!正義超人                                           | 1984年（昭和59年）12月22日 | 48分     | 白土武                         | 東映動画                         |
| キン肉マン 正義超人vs古代超人                                        | 1985年（昭和60年）3月16日  | 45分     | 山吉康夫                       | 東映動画                         |
| キン肉マン 逆襲!宇宙かくれ超人                                       | 1985年（昭和60年）7月13日  | 39分     | 山吉康夫                       | 東映動画                         |
| キン肉マン 晴れ姿!正義超人                                           | 1985年（昭和60年）12月21日 | 60分     | 川田武範                       | 東映動画                         |
| キン肉マン ニューヨーク危機一髪!                                     | 1986年（昭和61年）3月15日  | 45分     | 川田武範                       | 東映動画                         |
| キン肉マン 正義超人vs戦士超人                                        | 1986年（昭和61年）12月20日 | 51分     | 山吉康夫                       | 東映動画                         |
| キン肉マンII世                                                       | 2001年（平成13年）7月14日  | 25分     | 小村敏明                       | 東映アニメーション               |
| キン肉マンII世 マッスル人参争奪!超人大戦争                           | 2002年（平成14年）7月20日  | 40分     | 小村敏明                       | 東映アニメーション               |
| 銀幕ヘタリア Axis Powers Paint it, White                             | 2010年（平成22年）6月5日   | 80分     | ボブ白旗                       | スタジオディーン                 |
| ←か                                                                  | ↑目次                      | く→      | く→                            | く→                              |

## く
| 作品名                                                         | 公開年月日                 | 上映時間 | 監督               | 制作                 |
| -------------------------------------------------------------- | -------------------------- | -------- | ------------------ | -------------------- |
| Gu-Guガンモ                                                    | 1985年（昭和60年）3月16日  | 45分     | 永丘昭典           | 東映動画             |
| Coo 遠い海から来たクー                                         | 1993年（平成5年）12月11日  | 116分    | 今沢哲男           | 東映動画             |
| くじらとり                                                     | 2001年（平成13年）10月1日  | 16分     | 宮崎駿             | スタジオジブリ       |
| クジラの跳躍 Glassy Ocean                                      | 1998年（平成10年）11月14日 | 23分     | たむらしげる       | project team SARAH   |
| グスコーブドリの伝記                                           | 1994年（平成6年）7月16日   | 85分     | 中村隆太郎         | あにまる屋           |
| グスコーブドリの伝記                                           | 2012年（平成24年）7月7日   | 108分    | 杉井ギサブロー     | 手塚プロダクション   |
| 国松さまのお通りだい                                           | 1972年（昭和47年）7月16日  | 24分     | 波多正美（演出）   | 虫プロダクション     |
| くまのがっこう 〜ジャッキーとケイティ〜                        | 2010年（平成22年）12月18日 | 28分     | 児玉徹朗           | ファンワークス       |
| 映画 くまのがっこう パティシエ・ジャッキーとおひさまのスイーツ | 2017年（平成29年）8月25日  | 30分     | 児玉徹朗           | BN Pictures          |
| クミとチューリップ                                             | 2015年（平成27年）3月22日  | 24分     | 手塚眞（総監督）   | 手塚プロダクション   |
| くもとちゅうりっぷ                                             | 1943年（昭和18年）4月15日  | 16分     | 政岡憲三（演出）   | 松竹動画研究所       |
| 雲のむこう、約束の場所                                         | 2004年（平成16年）11月20日 | 91分     | 新海誠             | コミックス・ウェーブ |
| クラッシャージョウ                                             | 1983年（昭和58年）3月12日  | 132分    | 安彦良和           | 日本サンライズ       |
| 劇場版 CLANNAD                                                 | 2007年（平成19年）9月15日  | 94分     | 出崎統             | 東映アニメーション   |
| グリックの冒険                                                 | 1981年（昭和56年）7月21日  | 85分     | 西牧秀夫           | スタジオ古留美       |
| グリム童話 金の鳥                                              | 1987年（昭和62年）3月14日  | 52分     | 平田敏夫           | 東映動画             |
| GREY デジタル・ターゲット                                      | 1986年（昭和61年）12月13日 | 73分     | 出﨑哲             | 葦プロダクション     |
| グレートマジンガー対ゲッターロボ                               | 1975年（昭和50年）3月21日  | 30分     | 明比正行（演出）   | 東映動画             |
| グレートマジンガー対ゲッターロボG 空中大激突                   | 1975年（昭和50年）7月26日  | 24分     | 明比正行（演出）   | 東映動画             |
| クレオパトラ                                                   | 1970年（昭和45年）9月15日  | 112分    | 手塚治虫、山本暎一 | 虫プロダクション     |
| クレしんパラダイス! メイド・イン・埼玉                         | 1999年（平成11年）4月17日  | 11分     | 水島努             | シンエイ動画         |
| 紅の豚                                                         | 1992年（平成4年）7月18日   | 93分     | 宮崎駿             | スタジオジブリ       |
| 映画 クレヨンしんちゃん アクション仮面VSハイグレ魔王           | 1993年（平成5年）7月24日   | 93分     | 本郷みつる         | シンエイ動画         |
| 映画 クレヨンしんちゃん ブリブリ王国の秘宝                     | 1994年（平成6年）4月23日   | 93分     | 本郷みつる         | シンエイ動画         |
| 映画 クレヨンしんちゃん 雲黒斎の野望                           | 1995年（平成7年）4月15日   | 96分     | 本郷みつる         | シンエイ動画         |
| 映画 クレヨンしんちゃん ヘンダーランドの大冒険                 | 1996年（平成8年）4月13日   | 97分     | 本郷みつる         | シンエイ動画         |
| 映画 クレヨンしんちゃん 暗黒タマタマ大追跡                     | 1997年（平成9年）4月19日   | 100分    | 原恵一             | シンエイ動画         |
| 映画 クレヨンしんちゃん 電撃!ブタのヒヅメ大作戦                | 1998年（平成10年）4月18日  | 95分     | 原恵一             | シンエイ動画         |
| 映画 クレヨンしんちゃん 爆発!温泉わくわく大決戦                | 1999年（平成11年）4月17日  | 98分     | 原恵一             | シンエイ動画         |
| 映画 クレヨンしんちゃん 嵐を呼ぶジャングル                     | 2000年（平成12年）4月22日  | 80分     | 原恵一             | シンエイ動画         |
| 映画 クレヨンしんちゃん 嵐を呼ぶ モーレツ!オトナ帝国の逆襲     | 2001年（平成13年）4月21日  | 89分     | 原恵一             | シンエイ動画         |
| 映画 クレヨンしんちゃん 嵐を呼ぶ アッパレ!戦国大合戦           | 2002年（平成14年）4月20日  | 95分     | 原恵一             | シンエイ動画         |
| 映画 クレヨンしんちゃん 嵐を呼ぶ 栄光のヤキニクロード          | 2003年（平成15年）4月19日  | 88分     | 水島努             | シンエイ動画         |
| 映画 クレヨンしんちゃん 嵐を呼ぶ!夕陽のカスカベボーイズ        | 2004年（平成16年）4月17日  | 96分     | 水島努             | シンエイ動画         |
| 映画 クレヨンしんちゃん 伝説を呼ぶブリブリ 3分ポッキリ大進撃   | 2005年（平成17年）4月16日  | 92分     | ムトウユージ       | シンエイ動画         |
| 映画 クレヨンしんちゃん 伝説を呼ぶ 踊れ!アミーゴ!              | 2006年（平成18年）4月15日  | 92分     | ムトウユージ       | シンエイ動画         |
| 映画 クレヨンしんちゃん 嵐を呼ぶ 歌うケツだけ爆弾!             | 2007年（平成19年）4月21日  | 103分    | ムトウユージ       | シンエイ動画         |
| 映画 クレヨンしんちゃん ちょー嵐を呼ぶ 金矛の勇者              | 2008年（平成20年）4月19日  | 93分     | 本郷みつる         | シンエイ動画         |
| 映画 クレヨンしんちゃん オタケベ!カスカベ野生王国              | 2009年（平成21年）4月18日  | 96分     | しぎのあきら       | シンエイ動画         |
| 映画 クレヨンしんちゃん 超時空!嵐を呼ぶオラの花嫁              | 2010年（平成22年）4月17日  | 99分     | しぎのあきら       | シンエイ動画         |
| 映画 クレヨンしんちゃん 嵐を呼ぶ黄金のスパイ大作戦             | 2011年（平成23年）4月16日  | 107分    | 増井壮一           | シンエイ動画         |
| 映画 クレヨンしんちゃん 嵐を呼ぶ!オラと宇宙のプリンセス        | 2012年（平成24年）4月14日  | 111分    | 増井壮一           | シンエイ動画         |
| 映画 クレヨンしんちゃん バカうまっ!B級グルメサバイバル!!       | 2013年（平成25年）4月20日  | 95分     | 橋本昌和           | シンエイ動画         |
| 映画 クレヨンしんちゃん ガチンコ!逆襲のロボとーちゃん          | 2014年（平成26年）4月19日  | 97分     | 髙橋渉             | シンエイ動画         |
| 映画 クレヨンしんちゃん オラの引越し物語 サボテン大襲撃        | 2015年（平成27年）4月18日  | 104分    | 橋本昌和           | シンエイ動画         |
| 映画 クレヨンしんちゃん 爆睡!ユメミーワールド大突撃            | 2016年（平成28年）4月16日  | 100分    | 髙橋渉             | シンエイ動画         |
| 映画 クレヨンしんちゃん 襲来!!宇宙人シリリ                     | 2017年（平成29年）4月15日  | 103分    | 橋本昌和           | シンエイ動画         |
| 映画 クレヨンしんちゃん 爆盛!カンフーボーイズ〜拉麺大乱〜      | 2018年（平成30年）4月13日  | 104分    | 髙橋渉             | シンエイ動画         |
| グレンダイザー ゲッターロボG グレートマジンガー 決戦! 大海獣   | 1976年（昭和51年）7月18日  | 31分     | 明比正行（演出）   | 東映動画             |
| 黒いきこりと白いきこり                                         | 1956年（昭和31年）7月      | 15分     | 藪下泰司（演出）   | 日動映画             |
| CLOVER                                                         | 1999年（平成11年）8月21日  | 5分      | 高坂希太郎         | マッドハウス         |
| 黒子のバスケ ウインターカップ総集編 〜影と光〜                 | 2016年（平成28年）9月3日   | 90分     | 多田俊介           | Production I.G       |
| 黒子のバスケ ウインターカップ総集編 〜涙の先へ〜               | 2016年（平成28年）10月8日  | 90分     | 多田俊介           | Production I.G       |
| 黒子のバスケ ウインターカップ総集編 〜扉の向こう〜             | 2016年（平成28年）12月3日  | 90分     | 多田俊介           | Production I.G       |
| 劇場版 黒子のバスケ LAST GAME                                  | 2017年（平成29年）3月18日  | 90分     | 多田俊介           | Production I.G       |
| 黒執事 Book of Murder 上巻                                     | 2014年（平成26年）10月25日 | 57分     | 阿部記之           | A-1 Pictures         |
| 黒執事 Book of Murder 下巻                                     | 2014年（平成26年）11月15日 | 65分     | 阿部記之           | A-1 Pictures         |
| 劇場版 黒執事 Book of the Atlantic                             | 2017年（平成29年）1月21日  | 100分    | 阿部記之           | A-1 Pictures         |
| 黒ニャゴ                                                       | 1931年（昭和6年）1月       | （不明） | 大藤信郎           | 千代紙映画社         |
| 黒の栖-クロノス-                                               | 2014年（平成26年）3月1日   | 25分     | 恩田尚之           | STUDIO 4℃            |
| くろゆき姫とモテモテばいきんまん                               | 2005年（平成17年）7月16日  | 20分     | 難波日登志         | 東京ムービー         |
| ←き                                                            | ↑目次                      | け→      | け→                | け→                  |

## け
| 作品名                                                       | 公開年月日                 | 上映時間 | 監督               | 制作                              |
| ------------------------------------------------------------ | -------------------------- | -------- | ------------------ | --------------------------------- |
| 劇場版 K MISSING KINGS                                       | 2014年（平成26年）7月12日  | 75分     | 鈴木信吾           | GoHands                           |
| K SEVEN STORIES R:B 〜BLAZE〜                                | 2018年（平成30年）7月7日   | 65分     | 鈴木信吾           | GoHands                           |
| K SEVEN STORIES SIDE:BLUE 〜天狼の如く〜                     | 2018年（平成30年）8月4日   | 65分     | 鈴木信吾           | GoHands                           |
| K SEVEN STORIES SIDE:GREEN 〜上書き世界〜                    | 2018年（平成30年）9月1日   | 65分     | 鈴木信吾           | GoHands                           |
| K SEVEN STORIES Lost Small World 〜檻の向こうに〜            | 2018年（平成30年）10月6日  | 69分     | 鈴木信吾           | GoHands                           |
| K SEVEN STORIES メモリー・オブ・レッド 〜BURN〜              | 2018年（平成30年）11月3日  | 64分     | 鈴木信吾           | GoHands                           |
| K SEVEN STORIES Circle Vision 〜Nameless Song〜              | 2018年（平成30年）12月1日  | 68分     | 鈴木信吾           | GoHands                           |
| 映画 けいおん!                                               | 2011年（平成23年）12月3日  | 110分    | 山田尚子           | 京都アニメーション                |
| 劇場版gdgd妖精sっていう映画はどうかな…?                      | 2014年（平成26年）9月27日  | 60分     | 菅原そうた         | ストロベリー・ミーツ ピクチュアズ |
| 激闘!クラッシュギアTURBO カイザバーンの挑戦!                 | 2002年（平成14年）7月20日  | 21分     | 近藤信宏           | サンライズ                        |
| ゲゲゲの鬼太郎                                               | 1968年（昭和43年）7月21日  | 45分     | 設楽博（演出）     | 東映動画                          |
| ゲゲゲの鬼太郎                                               | 1980年（昭和55年）7月12日  | 12分     | 笠井由勝（演出）   | 東映動画                          |
| ゲゲゲの鬼太郎                                               | 1985年（昭和60年）12月21日 | 24分     | 白土武             | 東映動画                          |
| ゲゲゲの鬼太郎 妖怪大戦争                                    | 1986年（昭和61年）3月15日  | 40分     | 葛西治             | 東映動画                          |
| ゲゲゲの鬼太郎 最強妖怪軍団!日本上陸!!                       | 1986年（昭和61年）7月12日  | 49分     | 芹川有吾           | 東映動画                          |
| ゲゲゲの鬼太郎 激突!!異次元妖怪の大反乱                      | 1986年（昭和61年）12月20日 | 48分     | 芝田浩樹           | 東映動画                          |
| ゲゲゲの鬼太郎 風雲!妖怪城                                   | 1996年（平成8年）4月28日   | （不明） | 西尾大介（演出）   | 東映太奏映画村                    |
| ゲゲゲの鬼太郎 大海獣                                        | 1996年（平成8年）7月6日    | 54分     | 勝間田具治         | 東映動画                          |
| ゲゲゲの鬼太郎 おばけナイター                                | 1997年（平成9年）3月8日    | 30分     | 佐藤順一           | 東映動画                          |
| ゲゲゲの鬼太郎 妖怪特急! まぼろしの汽車                      | 1997年（平成9年）7月12日   | 23分     | 吉沢孝男           | 東映動画                          |
| ゲゲゲの鬼太郎 〜鬼太郎の幽霊電車〜                          | 1999年（平成11年）3月19日  | 14分     | 細田守（演出）     | 東映アニメーション                |
| ゲゲゲの鬼太郎 カランコロン3Dシアターじゃ                    | 2008年（平成20年）3月25日  | （不明） |                    |                                   |
| ゲゲゲの鬼太郎 妖怪JAPANラリー3D                             | 2008年（平成20年）7月12日  | 20分     |                    | 東映アニメーション                |
| 劇場版 ゲゲゲの鬼太郎 日本爆裂!!                             | 2008年（平成20年）12月20日 | 75分     | 古賀豪             | 東映アニメーション                |
| 月光のピアス ユメミと銀のバラ騎士団                          | 1991年（平成3年）12月14日  | 70分     | もりたけし         | スタジオぴえろ                    |
| ゲッターロボ                                                 | 1974年（昭和49年）7月25日  | 25分     | 生頼昭憲（演出）   | 東映動画                          |
| ゲド戦記                                                     | 2006年（平成18年）7月29日  | 115分    | 宮崎吾朗           | スタジオジブリ                    |
| けろけろけろっぴの大冒険 ふしぎな豆の木                      | 1990年（平成2年）7月21日   | 20分     | 波多正美（総監督） | サンリオ                          |
| けろけろけろっぴの三銃士                                     | 1991年（平成3年）7月20日   | 60分     | 波多正美           | サンリオ                          |
| ケロ0 出発だよ! 全員集合!!                                   | 2009年（平成21年）3月7日   | 17分     | 近藤信宏           | サンライズ                        |
| 劇場版 ケロちゃんにおまかせ!                                 | 2000年（平成12年）7月15日  | 10分     | 小島正幸           | マッドハウス                      |
| 超劇場版 ケロロ軍曹                                          | 2006年（平成18年）3月11日  | 60分     | 佐藤順一（総監督） | サンライズ                        |
| 超劇場版 ケロロ軍曹2 深海のプリンセスであります!             | 2007年（平成19年）3月17日  | 78分     | 佐藤順一（総監督） | サンライズ                        |
| 超劇場版 ケロロ軍曹3 ケロロ対ケロロ天空大決戦であります!     | 2008年（平成20年）3月1日   | 96分     | 佐藤順一（総監督） | サンライズ                        |
| 超劇場版 ケロロ軍曹 撃侵ドラゴンウォリアーズであります!      | 2009年（平成21年）3月7日   | 78分     | 佐藤順一（総監督） | サンライズ                        |
| 超劇場版 ケロロ軍曹 誕生!究極ケロロ 奇跡の時空島であります!! | 2010年（平成22年）2月27日  | 64分     | 佐藤順一（総監督） | サンライズ                        |
| 現世守護神 ぴーひょろ一家                                    | 1988年（昭和63年）7月9日   | 30分     | 出﨑哲             | マジックバス                      |
| 劇場版 幻想魔伝 最遊記 Requiem 選ばれざる者への鎮魂歌        | 2001年（平成13年）8月18日  | 100分    | 伊達勇登           | スタジオぴえろ                    |
| 剣之介さま                                                   | 1990年（平成2年）7月7日    | 20分     | 岡崎稔             | 東映動画                          |
| げんばのじょう -玄蕃之丞-                                    | 2017年（平成29年）4月22日  | （不明） | 堂山卓見           | 日本アニメーション                |
| 幻魔大戦                                                     | 1983年（昭和58年）3月12日  | 135分    | りん・たろう       | マッドハウス                      |
| 幻夢戦記レダ                                                 | 1985年（昭和60年）12月21日 | 70分     | 湯山邦彦           | カナメプロダクション              |
| 県立海空高校野球部員山下たろーくん                           | 1988年（昭和63年）9月23日  | 35分     | 芝山努             | シンエイ動画                      |
| 県立地球防衛軍                                               | 1986年（昭和61年）3月21日  | 49分     | 早川啓二           | スタジオぎゃろっぷ                |
| 元祿恋模様 三吉とおさよ                                      | 1934年（昭和9年）          | 8分      | 瀬尾光世           | 日本マンガフィルム研究所          |
| ←く                                                          | ↑目次                      | こ→      | こ→                | こ→                               |

## こ
| 作品名                                                              | 公開年月日                 | 上映時間 | 監督               | 制作                                  |
| ------------------------------------------------------------------- | -------------------------- | -------- | ------------------ | ------------------------------------- |
| コイ☆セント                                                         | 2010年（平成22年）11月27日 | 25分     | 森田修平           | サンライズ                            |
| 攻殻機動隊 S.A.C. SOLID STATE SOCIETY 3D                            | 2011年（平成23年）3月26日  | 108分    | 神山健治           | Production I.G                        |
| 攻殻機動隊ARISE border:1 Ghost Pain                                 | 2013年（平成25年）6月22日  | 59分     | 黄瀬和哉（総監督） | Production I.G                        |
| 攻殻機動隊ARISE border:2 Ghost Whispers                             | 2013年（平成25年）11月30日 | 56分     | 黄瀬和哉（総監督） | Production I.G                        |
| 攻殻機動隊ARISE border:3 Ghost Tears                                | 2014年（平成26年）6月28日  | 50分     | 黄瀬和哉（総監督） | Production I.G                        |
| 攻殻機動隊ARISE border:4 Ghost Stands Alone                         | 2014年（平成26年）9月6日   | 60分     | 黄瀬和哉（総監督） | Production I.G                        |
| 攻殻機動隊 GHOST IN THE SHELL 新劇場版                              | 2015年（平成27年）6月20日  | 100分    | 黄瀬和哉（総監督） | Production I.G                        |
| 紅殻のパンドラ                                                      | 2015年（平成27年）12月5日  | 50分     | 名和宗則           | Studio五組、AXsiZ                     |
| 交響詩篇エウレカセブン ポケットが虹でいっぱい                       | 2009年（平成21年）4月25日  | 115分    | 京田知己（総監督） | ボンズ                                |
| 交響詩篇エウレカセブン ハイエボリューション1                        | 2017年（平成29年）9月16日  | 93分     | 京田知己（総監督） | ボンズ                                |
| 甲鉄城のカバネリ 序章                                               | 2016年（平成28年）3月18日  | 68分     | 荒木哲郎           | WIT STUDIO                            |
| 甲鉄城のカバネリ 総集編 前編 集う光                                 | 2016年（平成28年）12月31日 | 107分    | 荒木哲郎           | WIT STUDIO                            |
| 甲鉄城のカバネリ 総集編 後編 燃える命                               | 2017年（平成29年）1月7日   | 103分    | 荒木哲郎           | WIT STUDIO                            |
| 映画 聲の形                                                         | 2016年（平成28年）9月17日  | 129分    | 山田尚子           | 京都アニメーション                    |
| GHOST IN THE SHELL                                                  | 1995年（平成7年）11月18日  | 80分     | 押井守             | Production I.G                        |
| GS美神 極楽大作戦!!                                                 | 1994年（平成6年）8月20日   | 60分     | 梅澤淳稔           | 東映動画                              |
| コードギアス 亡国のアキト 第1章 翼竜は舞い降りた                    | 2012年（平成24年）8月4日   | 50分     | 赤根和樹           | サンライズ                            |
| コードギアス 亡国のアキト 第2章 引き裂かれし翼竜                    | 2013年（平成25年）9月14日  | 50分     | 赤根和樹           | サンライズ                            |
| コードギアス 亡国のアキト 第3章 輝くもの天より堕つ                  | 2015年（平成27年）5月2日   | 60分     | 赤根和樹           | サンライズ                            |
| コードギアス 亡国のアキト 第4章 憎しみの記憶から                    | 2015年（平成27年）7月4日   | 60分     | 赤根和樹           | サンライズ                            |
| コードギアス 亡国のアキト 最終章 愛シキモノタチへ                   | 2016年（平成28年）2月6日   | 59分     | 赤根和樹           | サンライズ                            |
| コードギアス 反逆のルルーシュ I 興道                                | 2017年（平成29年）10月21日 | 135分    | 谷口悟朗           | サンライズ                            |
| コードギアス 反逆のルルーシュ II 叛道                               | 2018年（平成30年）2月10日  | 132分    | 谷口悟朗           | サンライズ                            |
| コードギアス 反逆のルルーシュ III 皇道                              | 2018年（平成30年）5月26日  | 140分    | 谷口悟朗           | サンライズ                            |
| コープスパーティー Tortured Souls -暴虐された魂の呪叫-              | 2013年（平成25年）4月14日  | 103分    | 岩永彰             | アスリード                            |
| 映画 Go!プリンセスプリキュア パンプキン王国のたからもの             | 2015年（平成27年）10月31日 | 51分     | 座古明史           | 東映アニメーション                    |
| 映画 Go!プリンセスプリキュア キュアフローラといたずらかがみ         | 2015年（平成27年）10月31日 | 6分      | 貝澤幸男           | 東映アニメーション                    |
| 映画 Go!プリンセスプリキュア プリキュアとレフィのワンダーナイト!    | 2015年（平成27年）10月31日 | 21分     | 宮本浩史           | 東映アニメーション                    |
| COCOLORS                                                            | 2017年（平成29年）12月2日  | 46分     | 横嶋俊久           | 神風動画 弐式スタジオ                 |
| ご近所物語                                                          | 1996年（平成8年）3月2日    | 30分     | 志水淳児           | 東映動画                              |
| コキンちゃんとあおいなみだ                                          | 2006年（平成18年）7月15日  | 20分     | 日巻裕二           | 東京ムービー                          |
| コクリコ坂から                                                      | 2011年（平成23年）7月16日  | 91分     | 宮崎吾朗           | スタジオジブリ                        |
| 心が叫びたがってるんだ。                                            | 2015年（平成27年）9月19日  | 119分    | 長井龍雪           | A-1 Pictures                          |
| 腰折燕                                                              | 1918年（大正7年）4月1日    | （不明） | 北山清太郎         | 日活向島撮影所                        |
| GODZILLA 怪獣惑星                                                   | 2017年（平成29年）11月17日 | 88分     | 静野孔文、瀬下寛之 | ポリゴン・ピクチュアズ                |
| GODZILLA 決戦機動増殖都市                                           | 2018年（平成30年）5月18日  | 101分    | 静野孔文、瀬下寛之 | ポリゴン・ピクチュアズ                |
| GODZILLA 星を喰う者                                                 | 2018年（平成30年）11月9日  | 90分     | 静野孔文、瀬下寛之 | ポリゴン・ピクチュアズ                |
| ご注文はうさぎですか?? 〜Dear My Sister〜                           | 2017年（平成29年）11月11日 | 60分     | 橋本裕之           | production doA                        |
| こちら葛飾区亀有公園前派出所 THE MOVIE                              | 1999年（平成11年）12月23日 | 94分     | 高松信司           | スタジオぎゃろっぷ                    |
| こちら葛飾区亀有公園前派出所 THE MOVIE2 UFO襲来! トルネード大作戦!! | 2003年（平成15年）12月20日 | 100分    | 高松信司           | ぎゃろっぷ                            |
| GOTHICMADE 花の詩女                                                 | 2012年（平成24年）11月1日  | 70分     | 永野護             | オートマチック・フラワーズ・スタジオ  |
| 言の葉の庭                                                          | 2013年（平成25年）5月31日  | 46分     | 新海誠             | コミックス・ウェーブ・フィルム        |
| こねこのらくがき                                                    | 1957年（昭和32年）5月13日  | 13分     | 藪下泰司（演出）   | 東映教育映画部                        |
| この世界の片隅に                                                    | 2016年（平成28年）11月12日 | 126分    | 片渕須直           | MAPPA                                 |
| この星の上に                                                        | 1998年（平成10年）         | 14分     | 片渕須直           | アニドウ・フィルム、OH!プロダクション |
| 瘤取り                                                              | 1918年（大正7年）3月19日   | （不明） | 北山清太郎         | 日活向島撮影所                        |
| 瘤取り                                                              | 1929年（昭和4年）10月      | 17分     | 村田安司           | 横浜シネマ商会                        |
| コブラ                                                              | 1982年（昭和57年）7月3日   | 99分     | 出崎統             | 東京ムービー新社                      |
| 古墳ギャルのCoffy 〜桶狭間の戦い〜                                  | 2007年（平成19年）3月17日  | （不明） | FROGMAN            | 蛙男商会                              |
| 古墳ギャルのCoffy 〜12人と怒れる古墳たち〜                          | 2008年（平成20年）5月24日  | 10分     | FROGMAN            | 蛙男商会                              |
| 古墳ギャルのCoffy 〜コフンデレラ〜                                  | 2010年（平成22年）1月16日  | （不明） | FROGMAN            | 蛙男商会                              |
| ゴルゴ13                                                            | 1983年（昭和58年）5月28日  | 95分     | 出崎統             | 東京ムービー新社                      |
| これがUFOだ!空飛ぶ円盤                                              | 1975年（昭和50年）3月21日  | 16分     | 茂野一清（演出）   | 東映動画                              |
| 殺せんせーQ!                                                        | 2016年（平成28年）11月19日 | 10分     | 岸誠二（総監督）   | Lerche                                |
| こわれかけのオルゴール                                              | 2010年（平成22年）9月11日  | 42分     | 川口敬一郎         | アクタス                              |
| ごんぎつね                                                          | 1985年（昭和60年）3月16日  | 76分     | 前田康成           | スタジオぎゃろっぷ、アニメフレンド    |
| 劇場版 金色のガッシュベル!! 101番目の魔物                           | 2004年（平成16年）8月7日   | 85分     | 志水淳児           | 東映アニメーション                    |
| 劇場版 金色のガッシュベル!! メカバルカンの来襲                      | 2005年（平成17年）8月6日   | 84分     | 五十嵐卓哉         | 東映アニメーション                    |
| 劇場版 甲虫王者ムシキング グレイテストチャンピオンへの道            | 2005年（平成17年）12月17日 | 50分     | 大賀俊二           | トムス・エンタテインメント            |
| 甲虫王者ムシキング スーパーバトルムービー 〜闇の改造甲虫〜          | 2007年（平成19年）3月21日  | 51分     | 水崎淳平           | トムス・エンタテインメント            |
| 昆虫物語 みなしごハッチ                                             | 1970年（昭和45年）12月19日 | 25分     | 九里一平（演出）   | 竜の子プロ                            |
| 昆虫物語 みつばちハッチ〜勇気のメロディ〜                           | 2010年（平成22年）7月31日  | 101分    | アミノテツロ       | タツノコプロ、グループ・タック        |
| こんな私たちがなりゆきでヒロインになった結果www なりヒロwww         | 2014年（平成26年）9月27日  | 15分     | 菅原そうた         | ストロベリー・ミーツ ピクチュアズ     |
| こんぷれっくす×コンプレックス                                       | 2017年（平成29年）2月4日   | 24分     | ふくだみゆき       | PANPOKOPINA                           |
| ←け                                                                 | ↑目次                      | さ→      | さ→                | さ→                                   |